# Guayaquil (localidad de Frías)
Guayaquil es una localidad peruana ubicada en el distrito de Frías, perteneciente a la provincia de Ayabaca del departamento de Piura, al norte del Perú.

## Ubicación
Guayaquil se ubica al suroeste de la provincia de Ayabaca, en el distrito de Frías, en el departamento de Piura.

## Demografía
En 2017 Guayaquil tenía una población de 26 habitantes.